# Ballacloan Stadium
Ballacloan Stadium – stadion piłkarski w Ramsey na Wyspie Man. Mieści 3000 osób. Swoje mecze rozgrywa na nim drużyna klubu Ramsey A.F.C.